# Convento dei Santi Michele e Cristino
L'ex convento dei Santi Michele e Cristino è stato un luogo di culto cattolico situato nel comune di Campo Ligure, in via Convento, nella città metropolitana di Genova.
Già sede della soppressa Comunità montana Valli Stura, Orba e Leira, dal 2011 al 2017 è stata la sede dell'Unione dei comuni delle Valli Stura, Orba e Leira. Con lo spostamento della sede dell’Unione, il comune di Campo Ligure ne ha acquisito la proprietà; ad risulta inutilizzato.

## Storia e descrizione

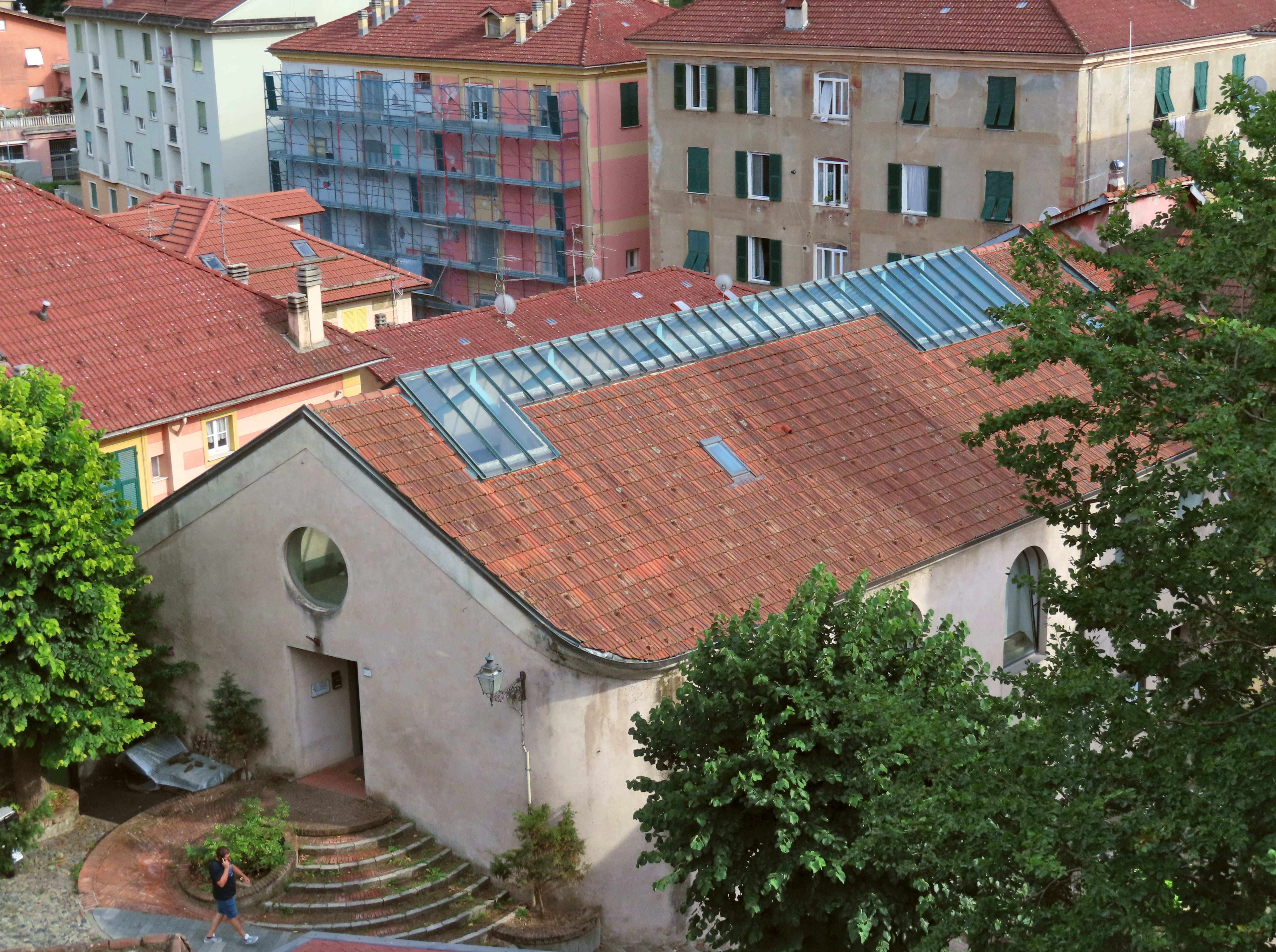
La chiesa conventuale vista dal castello

Il convento, sito adiacente all'oratorio dell'Assunta, è il frutto di una donazione di Giovanni Francesco Spinola che il 1º settembre 1621 donò alla Compagnia dei Frati Gerolimini di Pisa una casa al fine di erigere in seguito un monastero.
Nell'ottobre del 1621 i frati ottennero in dono anche un orto adiacente, sempre dallo stesso Spinola, e un atto notarile del 21 aprile 1622 stabilì l'assegnazione della cappellania di San Michele Arcangelo. La richiesta di edificazione del nuovo convento fu presentata dai religiosi nel maggio dello stesso anno, ma il vescovo della diocesi di Acqui monsignor Camillo Beccio respinse la richiesta dei frati favorendo - secondo alcuni storici locali - il convento dei frati minori osservanti di Rossiglione da cui proveniva il vescovo.
I Gerolamini chiesero allora il consenso direttamente al pontefice Gregorio XV il quale permise l'edificazione del convento in una bolla che cita testualmente:

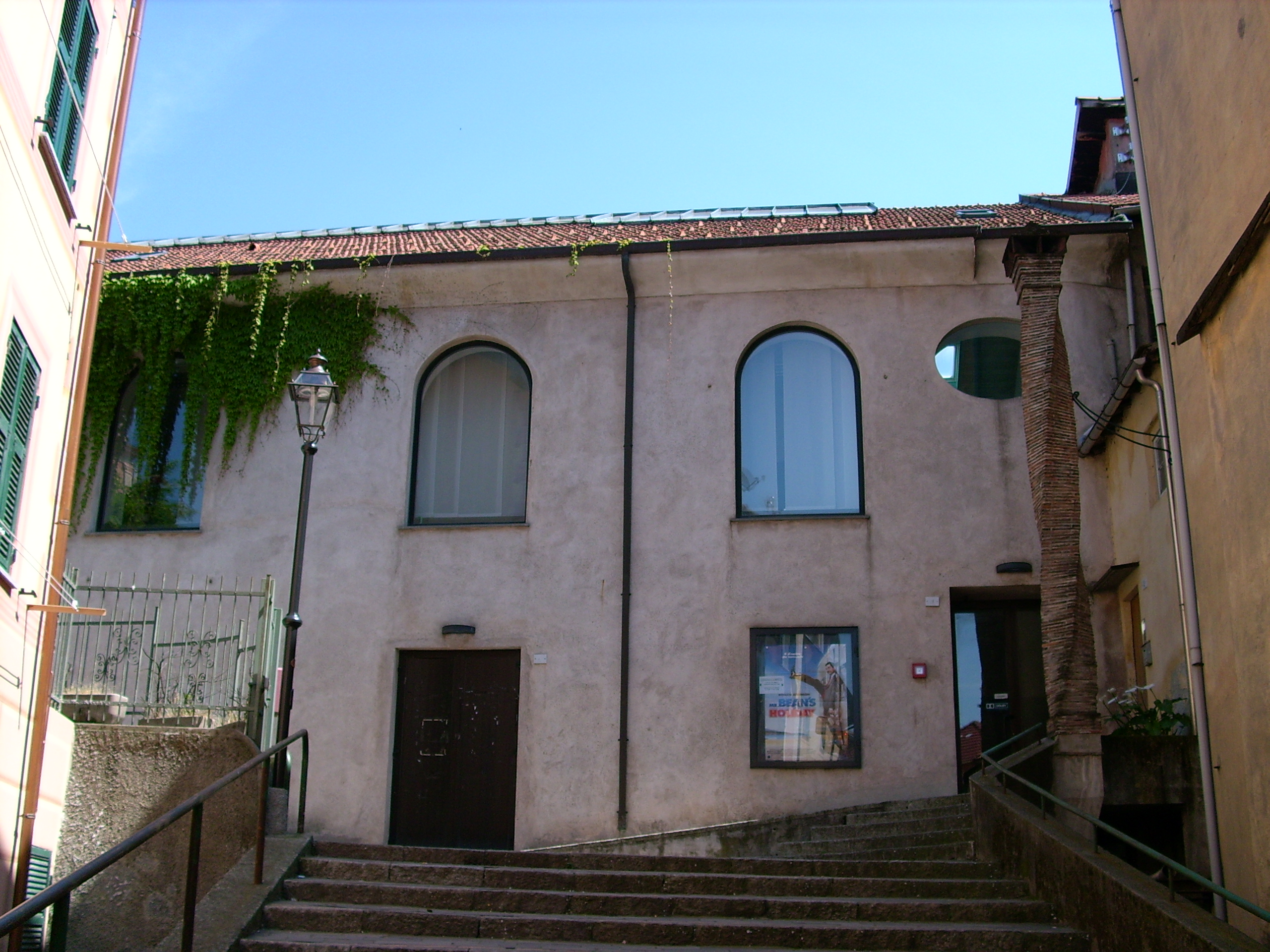
Lato ovest della chiesa conventuale

Si decise nei lavori di costruzione di non edificare una nuova chiesa adiacente al convento, poiché il vescovo di Acqui affidò ai frati la gestione spirituale della locale chiesa di san Michele.
Nel 1634 il parroco di Campo Ligure ottenne l'autorizzazione dalla curia vescovile la cessione della chiesa ai frati, autorizzazione che però non fu confermata dalla Santa Sede. I frati, ormai convinti di non poter così ottenere la chiesa di san Michele, decisero nel 1635 la realizzazione di un nuovo edificio di culto servendosi della sala del refettorio del convento. Oggi la sala è sede dell'Unione dei comuni delle Valli Stura, Orba e Leira
Le ridotte dimensioni della chiesa non consentivano però il regolare svolgimento liturgico, ponendo come soluzione la decisione di erigere un nuovo edificio; il 5 luglio del 1665 fu posta la prima pietra sul terreno donato dal marchese Spinola, portando a compimento l'opera il 27 settembre 1690. A seguito della Rivoluzione francese e dalla Campagna d'Italia di Napoleone Bonaparte il convento fu abbandonato dai frati e fra il 1798 e il 1806 l'edificio fu trasformato in abitazione civile e magazzino.
Nella conversione andarono perduti buona parte del patrimonio artistico dell'antica chiesa. Secondo una versione storica si è potuto apprendere che la chiesa era dotata di quattro altari - oltre a quello centrale maggiore - intitolati a san Bernardo Abate, a sant'Anna, alla Beata Vergine Maria e a san Cristino. Anticamente erano qui conservati una tela raffigurante la Madonna di Trapani - oggi nell'oratorio dei Santi Sebastiano e Rocco - e le reliquie del santo Cristino oggi conservate in una teca all'interno della chiesa parrocchiale della Natività. Oggi l'ex chiesa è di proprietà privata e quindi non visitabile.